# Pebre de Sichuan
El pebre de Sichuan, també conegut com a coriandre xinès, és una espècia comuna en la gastronomia xinesa i també en la del Nepal i l'Índia. Prové d'almenys dues espècies del gènere Zanthoxylum, incloent Z. simulans i Z. bungeanum. Aquesta espècia no està emparentada amb el pebre negre ni amb el bitxo.
La closca o pericarp de les llavors d'aquestes plantes es polvoritza finament i és un dels ingredients de la pols de cinc espècies de la medicina tradicional xinesa.
Altres espècies de Zanthoxylum natives de la Xina, Z. schinifolium, anomenada 香椒子 (xiāng jiāo zi o 青花椒 (qīng huā jiāo, "pebre de flors verdes"), es fa servir com espècia a Hebei. A més altres espècies de Zanthoxylum proporcionen l'espècia africana uzazi.
Espècies emparentades s'usen a la gastronomia del Tibet, Bhutan, Nepal, Tailàndia, i les ètnies Konkani i Toba Batak.

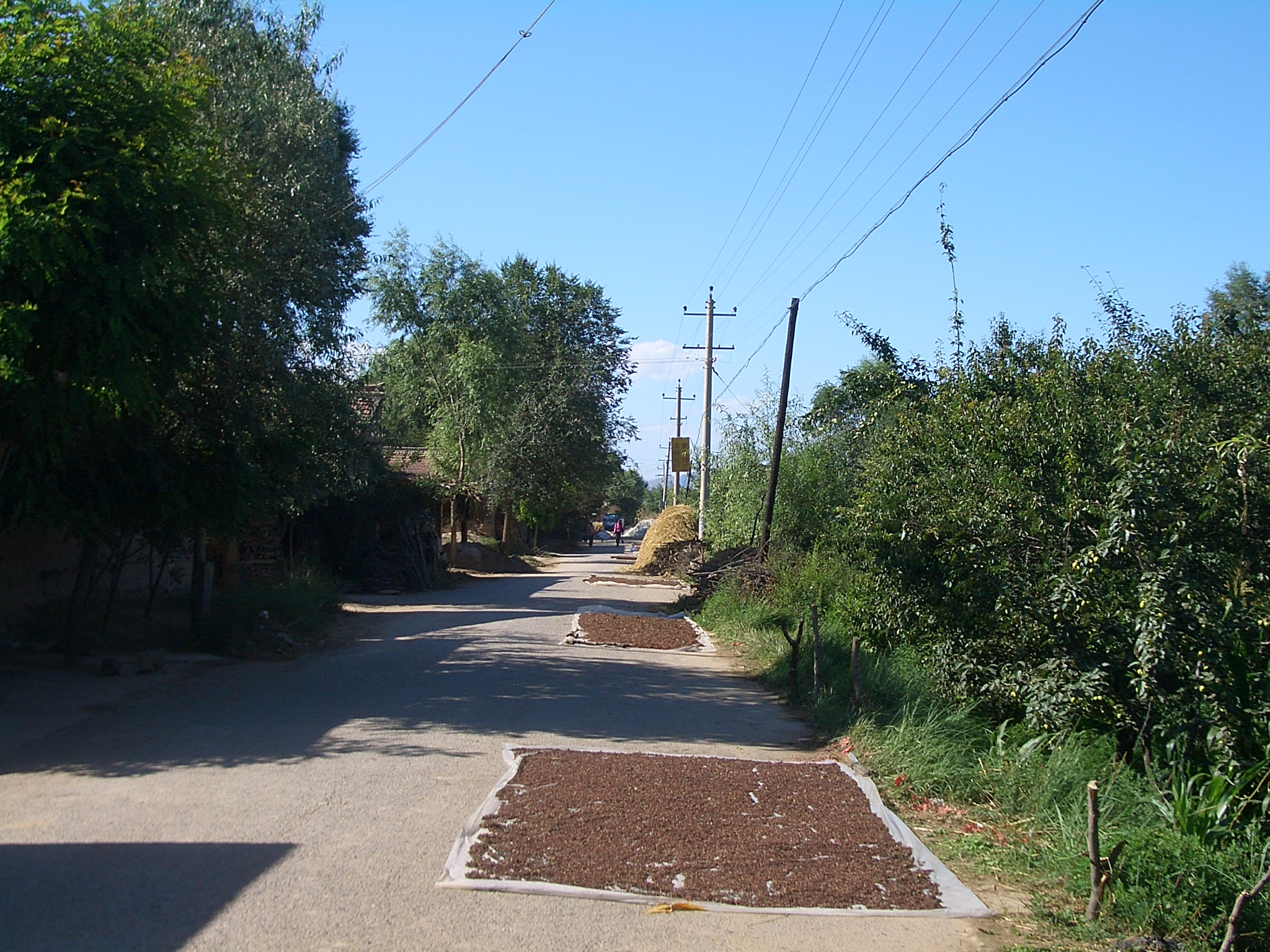
Pebre de Sichuan recent collida assecada a Gansu.

## Ús culinari
El pebre de Sichuan no pica. En lloc d'això té gust de llimona i causa un formigueig i entumiment a la boca, similar al causat per les begudes carbonatades (parestèsia), causat per la presència d'un 3% de hidroxi-α-sanshool. Aquesta espècia s'afegeix a l'últim moment. Sovint l'acompanya l'anís estrellat i el gingebre. A Sichuan també és un ingredient en productes de forneria i galetes, així com de plats com el pollastre Gōng Bǎo.

hidroxi-α-sanshool.

## Fitoquímica
Compostos aromàtics de diverses espècies de Zanthoxylum inclouen:
- Zanthoxylum fagara alcaloides, cumarina (Phytochemistry, 27, 3933, 1988)
- Zanthoxylum simulans (Taiwan) — Principalment beta-mircè, limonè, 1,8-cineol, Z-beta-ocimè (J. Agri. & Food Chem., 44, 1096, 1996)
- Zanthoxylum armatum (Nepal) — linalool (50%), limonè, metil cinnamat, cineol
- Zanthoxylum rhesta (Índia) — Sabinè, limonè, pinè, para-cimenè, terpinè, 4-terpineol, alfa-terpineol. (Zeitschrift f. Lebensmitteluntersuchung und -forschung A, 206, 228, 1998)
- Zanthoxylum piperitum (fulles) — citronel·lal, citronel·lol, Z-3-hexenal (Bioscience, Biotechnology and Biochemistry, 61, 491, 1997)
- Zanthoxylum acanthopodium (Indonèsia) — citronel·lal, limonè[12]

## Prohibició als Estats Units
Des de 1968 fins al 2005, La Food and Drug Administration va prohibir la importació de pebre de Sichuan perquè podia produir el xancre als cítrics, que és una malaltia bacteriana. El 2005, l'USDA i el FDA van anul·lar la prohibició si el pebre s'havia escalfat a uns 70 °C, temperatura que matava els bacteris del xancre. A partir del 2007, es va permetre la importació de tot tipus de pebre, independement del tractament.